# Поляни (Рівненський район)
Поля́ни — село в Україні, у Рівненському районі Рівненської області. Населення становить 1608 осіб.

## Історія
Вперше згадується в письмових джерелах з 1585 року. Село отримало свою назву від «поляни» (поле) — слов'янського племені.

В давні часи на території сучасного села Поляни росли ліси та чагарники. З усіх сторін була болотиста, майже непрохідна місцевість. Під час монголо-татарського нападу жителі втікали в ліси, де шукали надійний захист. Поляна була надійним захистом від ворожої навали. Земля, яку займала поляна, була родюча, легко піддавалась обробітку. Перші поселенці на поляні займалися скотарством, полюванням та землеробством. Кількість поселенців з кожним роком зростала, виникала необхідність розширяти земельну площу. Для цього необхідно було викорчовувати та спалювати ліс. Такі площі більш підходили з південної сторони. Поступово поляна перетворилась на велику земельну площу, виникає село.
З XIV ст. встановлюються зв'язки м. Степаня з м. Андріїв (Березне) на р. Случ. Ці два міста сполучав шлях, який проходив біля села, він став його центральною вулицею. До XVII ст. с. Поляни належало до володінь Семаликів. У XVII ст. Поляни стало власністю корецького старшини Даниловича, в XIX ст. Корженівських, пізніше, аж до встановлення Радянської влади на Західноукраїнських землях — пану Емануїлу Малинському.
Пан Малинський у другій половині XIX ст. на території села започаткував фільварок. Фільварку належала найкраща земля в с. Поляни та частина землі в с. Бронне.

## Село в роки Другої світової війни
6 липня 1941 року село було окуповано німцями. На базі колгоспу німці створили державний німецький фільварок, з площею 11 га, поміщиком став майор. Цей майор забрав у селян худобу, весь сільськогосподарський реманент, а колгоспників перетворив в безправних наймитів найгірших часів феодалізму. Він знущався над ними, садовив у льохи, продавав у німецьке рабство. Партизани під керівництвом Хочеткова вирішили провчити цього павука-копа. Було вирішено знищити гітлерівське гніздо. Розправившись з охороною підійшли до опричного будинку і запропонували майорові здатися, склавши зброю. Він почав стріляти з вікна, було кинуто гранати. Вибухом майор і його фрау були убиті. Будинок загорівся, партизани кинулись до хлівів і почали виводити коней, корів, виганяти табун свиней, отару овець за ворота маєтку. Побачивши пожежу прибігли люди. Вони розібрали свою худобу. Німці вже більше не відбудовували маєтку.
За роки війни в селі було знищено близько 600 дворів, хата-читальня. Залучено німцями до 12 осіб, забрано на каторжні роботи 115 осіб.
Село Поляни було визволено Радянською Армією 10 січня 1944 року. Більшість жителів села вступили в ряди Радянської Армії для боротьби проти фашистських загарбників. Після визволення з-під німецького гніту, місцеві жителі допомагали фронту продуктами харчування, заготовляли сухарі та ін.

##### Ветерани Німецько-радянської війни
Яловенко Іван Миколайович народився 10 березня 1924 року в селі Радіонівка Полтавської області, Великобогачанського району. В 1942 році був призваний на службу до лав Червоної Армії. Служив у ІІІ стройовій роті спочатку піхотинцем, пізніше був на посаді командира відділення мінометників. Під час мобілізації у 1944 році був знову призваний Великобогачанським РВК Полтавської області. Брав участь у боях з 23 грудня 1944 року по 9 травня 1945 року. Був тяжко поранений. Після одужання повернувся до своєї частини, яка вела бої вже в Латвії. Відзначився в боях при визволенні міста Шауляй (Латвія), міст Вітебськ і Рига.
День Перемоги зустрів у Латвії, але в червні 1945 року був відправлений на Схід: з 9 серпня по 2 вересня воював на війні із Японією. Додому повернувся в 1947 році.
Трудова діяльність:
В 1950 році Івана Миколайовича направили працювати завклубом у село Поляни. В 1951—1955роках був головою сільської ради. В 1955 році направили працювати головою колгоспу села Яринівка Березнівського району. Довгий час працював завгоспом в місцевій ЗОШ .
Помер Яловенко Іван Миколайович в 1995 році.
Нагороджений:
1. Орденом Червоної Зірки
2. Орденом Вітчизняної війни ІІ ступеня
3. Медаллю «За перемогу над Німеччиною у Великій Вітчизняній війні 1941—1945 рр.»
4. Медаллю «За відвагу»
5. Медаллю «За бойові заслуги»

Інформація надана дружиною Івана Миколайовича, Катериною Михайлівною, жителькою с. Поляни.

## Населення
За переписом населення 2001 року в селі мешкали 1 444 особи.

### Мова
Розподіл населення за рідною мовою за даними перепису 2001 року:
| Мова       | Відсоток |
| ---------- | -------- |
| українська | 99,86 %  |
| російська  | 0,14 %   |